# Allostichaster farquhari
Allostichaster farquhari är en sjöstjärneart som beskrevs av McKnight 2006. Allostichaster farquhari ingår i släktet Allostichaster och familjen trollsjöstjärnor.
Artens utbredningsområde är havet kring Nya Zeeland. Inga underarter finns listade i Catalogue of Life.